# 弗洛朗维尔
弗洛朗维尔（法語：Florenville，法語發音：[flɔʁɑ̃vil] ⓘ；戈姆方言：Floravile）是比利时瓦隆大区盧森堡省維爾通區的一个城市，位于瑟穆瓦河畔，西南与法国接壤，通行法语，是比利时法语社群的一部分，面积146.91平方千米，人口5,629人（2018年1月1日）。